# Iwan Martschenko
Iwan Iwanowitsch Martschenko (auch Marchenko, ukrainisch Іван Іванович Марченко; * 1911 in Sergejewka, Oblast Dnjepropetrowsk, heute Ukraine; † mutmaßlich 1943) war ein Aufseher im Vernichtungslager Treblinka.
Wegen seiner besonderen Grausamkeit und Brutalität wurde er Iwan der Schreckliche genannt. Er kam vermutlich 1943 beim Häftlingsaufstand von Treblinka ums Leben.

## Leben
Martschenko wurde in der Ukraine geboren, die damals noch zum Russischen Kaiserreich gehörte. Er kam während des Zweiten Weltkriegs als Angehöriger der Roten Armee in deutsche Kriegsgefangenschaft. Er meldete sich freiwillig zu Hilfsdiensten für die SS und wurde im deutschen SS-Lager Trawniki im besetzten Ostpolen ausgebildet.

## Gräueltaten im Vernichtungslager Treblinka
Martschenko, Personalnummer 476, versah seinen Dienst als Aufseher im Vernichtungslager Treblinka, wo er als Iwan der Schreckliche die Gaskammern bediente und Häftlinge gefoltert haben soll. Unter anderem habe er Frauen die Brüste abgeschnitten und mit der Peitsche einen Leichenträger gezwungen, eine Zwölfjährige zu vergewaltigen.
Nach den Angaben eines ehemaligen Insassen von Treblinka kam Martschenko 1943 ums Leben. Er soll beim Häftlingsaufstand von Treblinka mit einer Schaufel erschlagen worden sein.
Nach anderen Quellen wurde er dagegen zuletzt 1944 in Jugoslawien gesehen.

## Verwechslung der Identität Iwans des Schrecklichen mit John Demjanjuk
Amerikanische Behörden gelangten 1975 an eine sowjetische Liste mit 70 Namen angeblicher NS-Kollaborateure, die nach Amerika emigriert waren. Darauf tauchte der Name Iwan Demjanjuk auf. Der in Cleveland lebende Automechaniker John Demjanjuk, ein gebürtiger Ukrainer, der seinen Vornamen Iwan erst im Zusammenhang mit seiner Emigration in die USA 1952 abgelegt hatte, wurde daraufhin verdächtigt, Wächter im Vernichtungslager Sobibor gewesen zu sein. Aufgrund dieses Verdachts schickten die Ermittler ein Foto Demjanjuks an ihre Kollegen in Israel. Überlebende des Vernichtungslagers Treblinka identifizierten ihn fälschlich auf dem Foto als Iwan den Schrecklichen. Demjanjuk wurde daher 1986 an Israel ausgeliefert und 1988 zum Tode verurteilt. Das Urteil wurde 1993 aufgehoben, weil nachgewiesen werden konnte, dass der Nachname des als Iwan der Schreckliche bekannten KZ-Aufsehers nicht Demjanjuk, sondern Martschenko gelautet habe.
Ungeachtet der Aufhebung seiner Verurteilung wurde Demjanjuk auch in der Folgezeit in Presseberichten immer wieder mit dem Namen Iwan der Schreckliche in Verbindung gebracht.
Es wurde auch die Theorie vertreten, Iwan Demjanjuk und Iwan Martschenko seien in Wahrheit ein und dieselbe Person gewesen. In einem Antrag auf Erteilung eines Visums für die USA trug Demjanjuk 1951 fälschlich Martschenko als Namen seiner Mutter ein. Er behauptete, der richtige Name sei ihm entfallen und er habe daher den in der Ukraine gebräuchlichen Namen Martschenko eingetragen.
Demjanjuk und Martschenko waren jedoch, wie Fotos belegen, unterschiedlich alt und unterschiedlich groß, sie hatten eine unterschiedliche Statur und verschiedene Haarfarben. Sie teilten dagegen Ähnlichkeiten wie ein rundliches Gesicht, abstehende Ohren, mandelförmige Augen und dünne Lippen.